# Vaznice

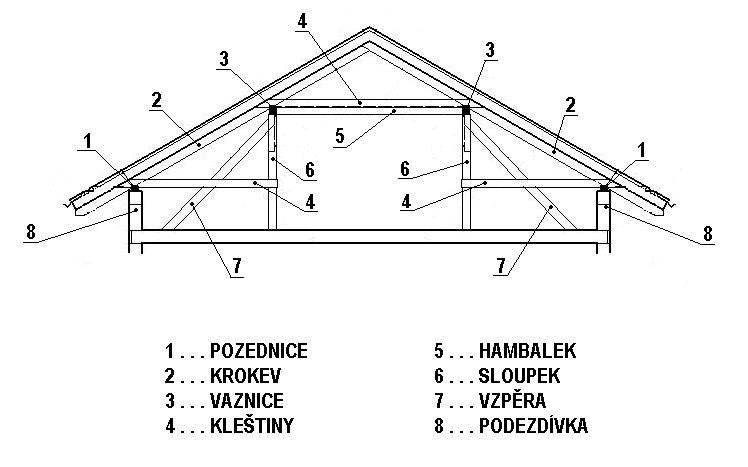
Schéma stojaté stolice

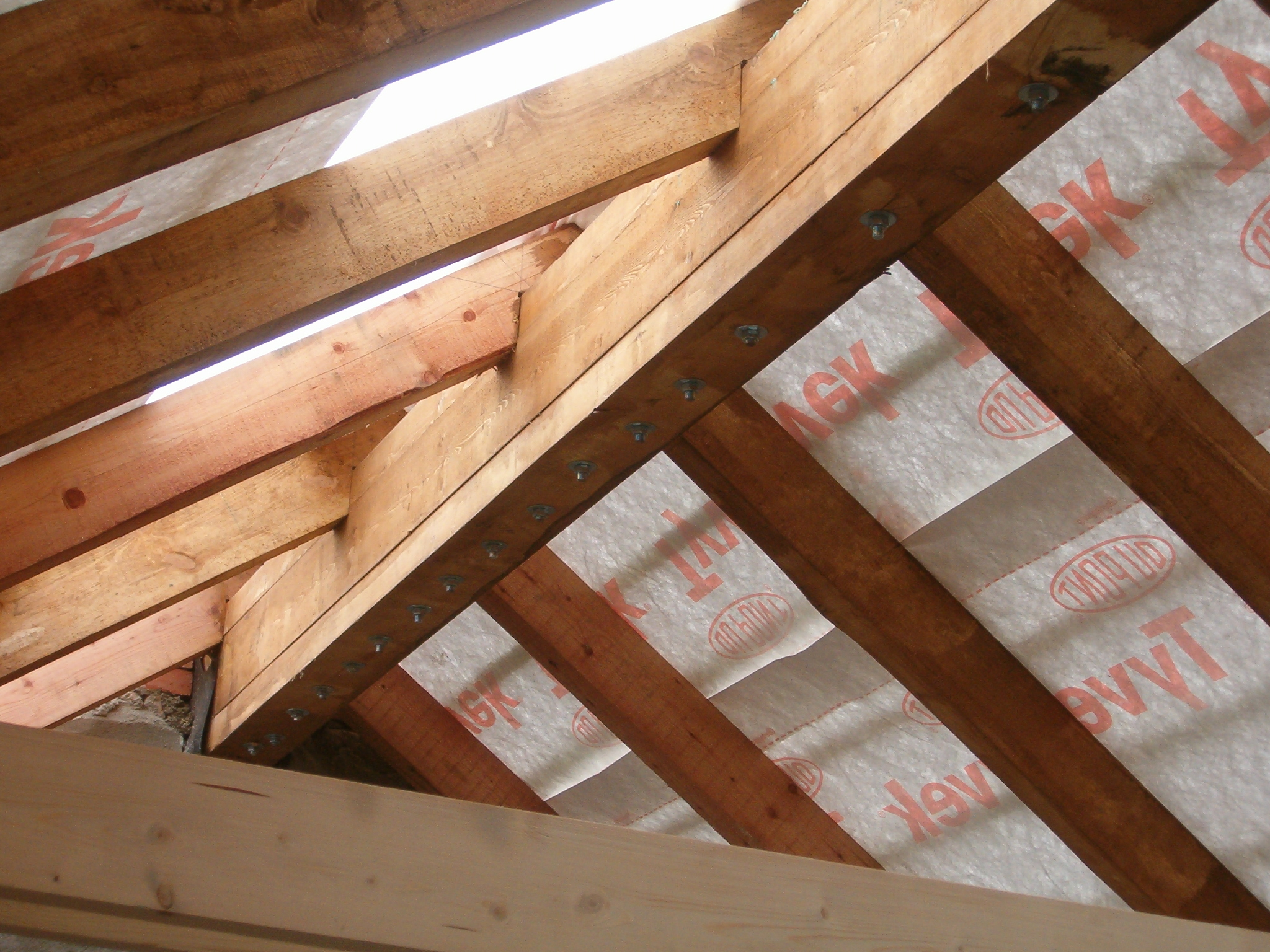
Hřebenová vaznice

Pojmem vaznice se ve stavitelství a tesařství označuje vodorovný trám, probíhající krovem podélně a podpírající krokve. Vaznice je uložena na plných vazbách.
Vaznice může být umístěna buď v hřebeni střechy (hřebenová), při jejím úpatí (pozednice) nebo přibližně ve dvou třetinách výšky krovu (středová, mezilehlá). Hřebenové a středové vaznice se kladou na výšku kvůli vyšší náchylnosti na průhyb; pozednice naplocho. Vaznice nesou krokve.
Slovo vaznice by se nemělo zaměňovat za vazník nebo vazný trám, které označují zcela odlišnou část krovu.